# Golvläggare

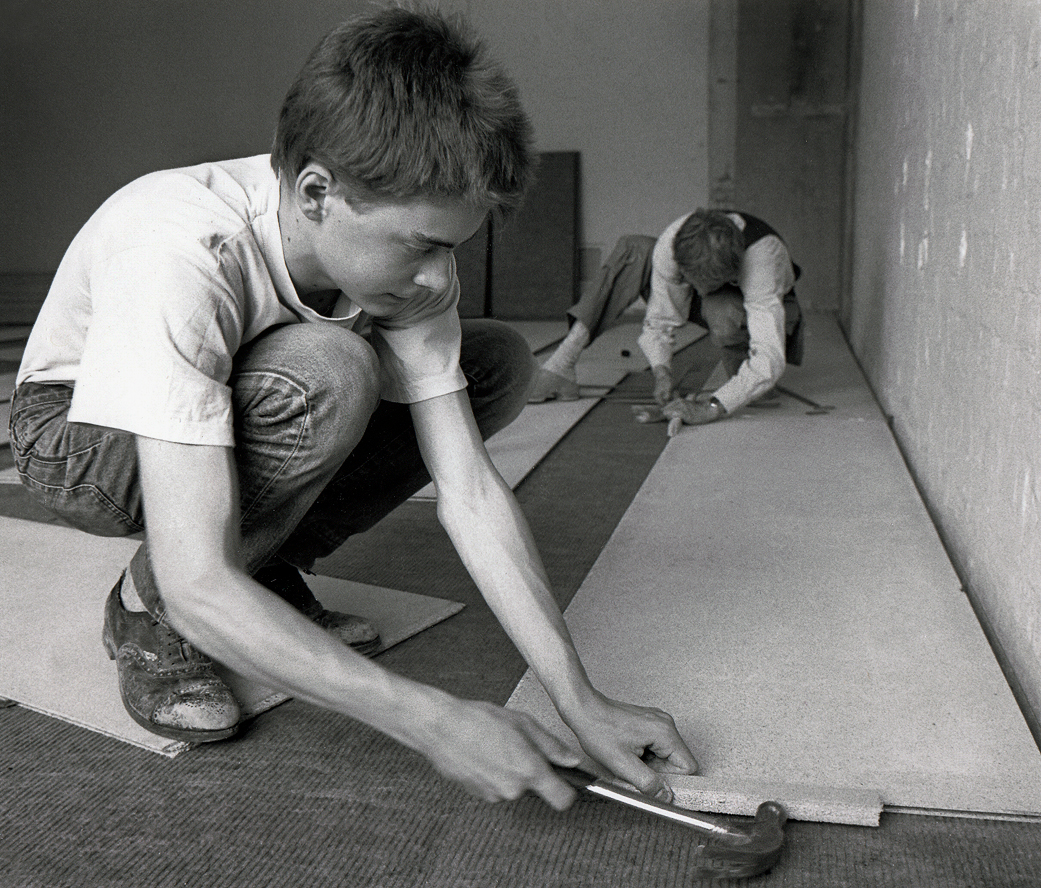
En golvläggare med sin unge lärling lägger ett "flytande golv" i Malmö 1987.

Golvläggare arbetar med att lägga mattor och golv av olika material som textil, linoleum, laminat, kakel/klinker eller parkett. 
En utbildad golvläggare kan lägga alla typer av golv, inklusive våtrumsmattor i till exempel badrum och väggar. En golvläggare ska även kunna göra underarbetet innan golvläggningen vilket inkluderar flytspackel, gipsskivor och finspackling. Slipning och ytbehandling är också vanliga sysslor. 

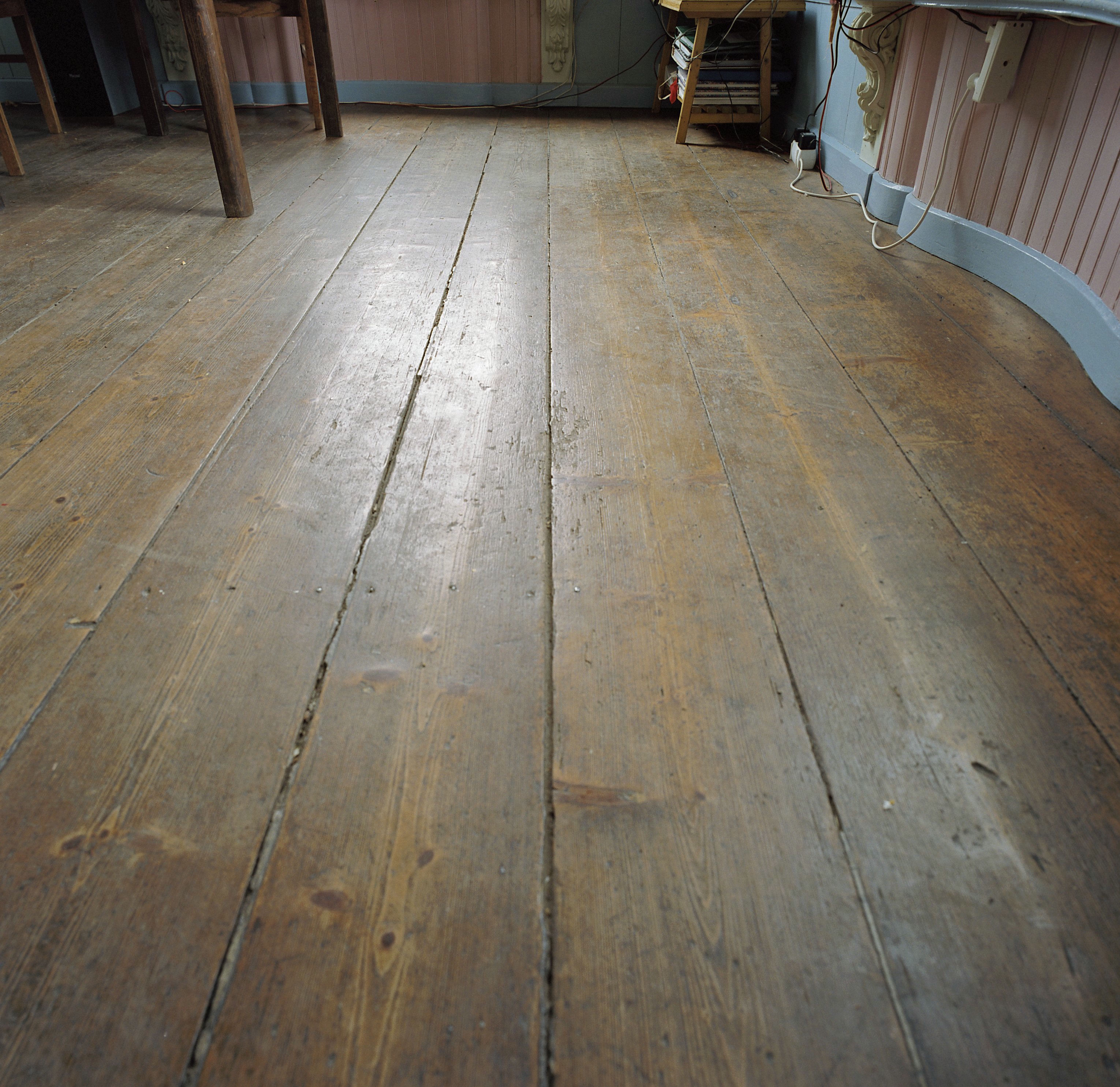
Trägolv
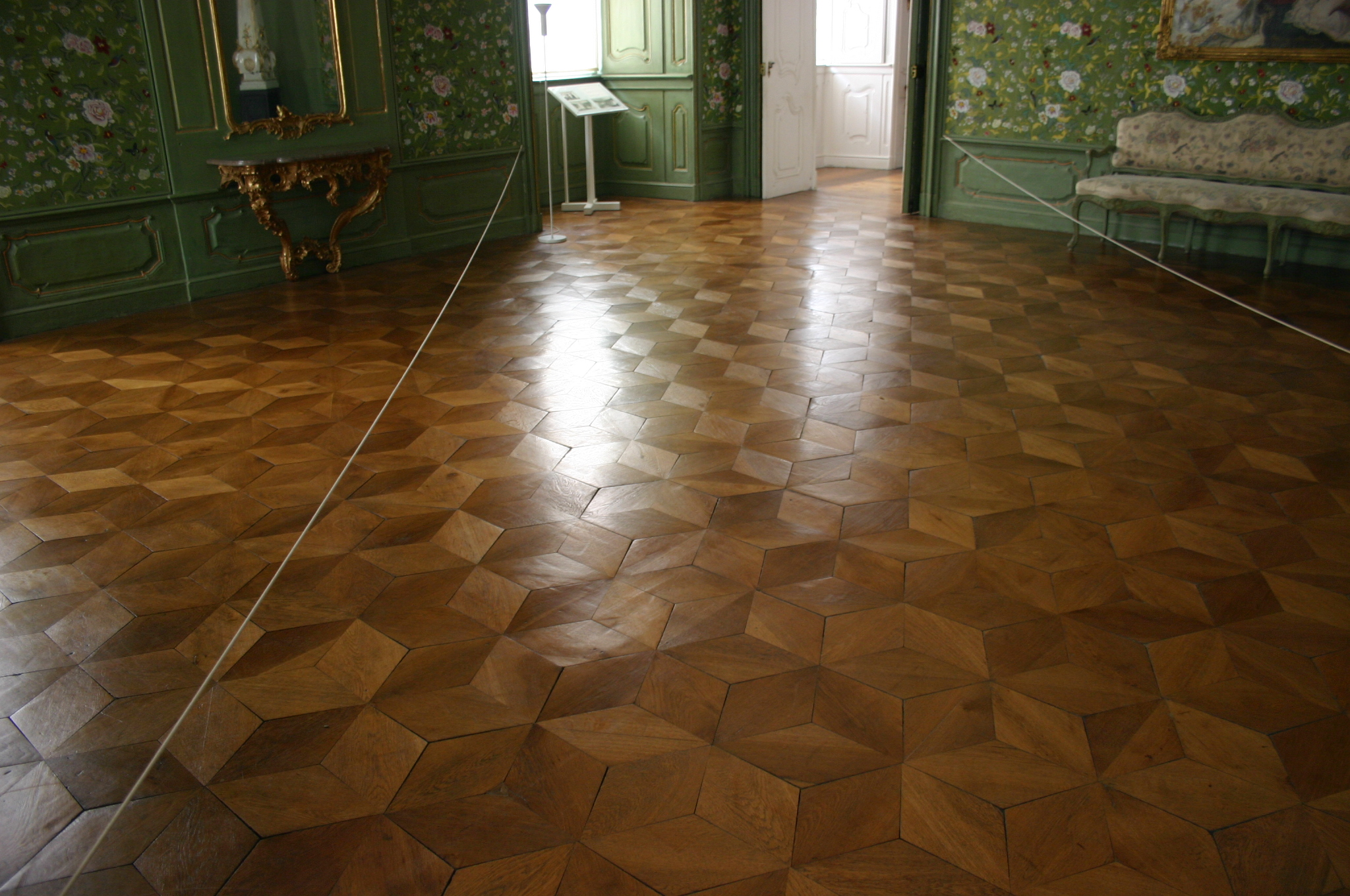
Parkett
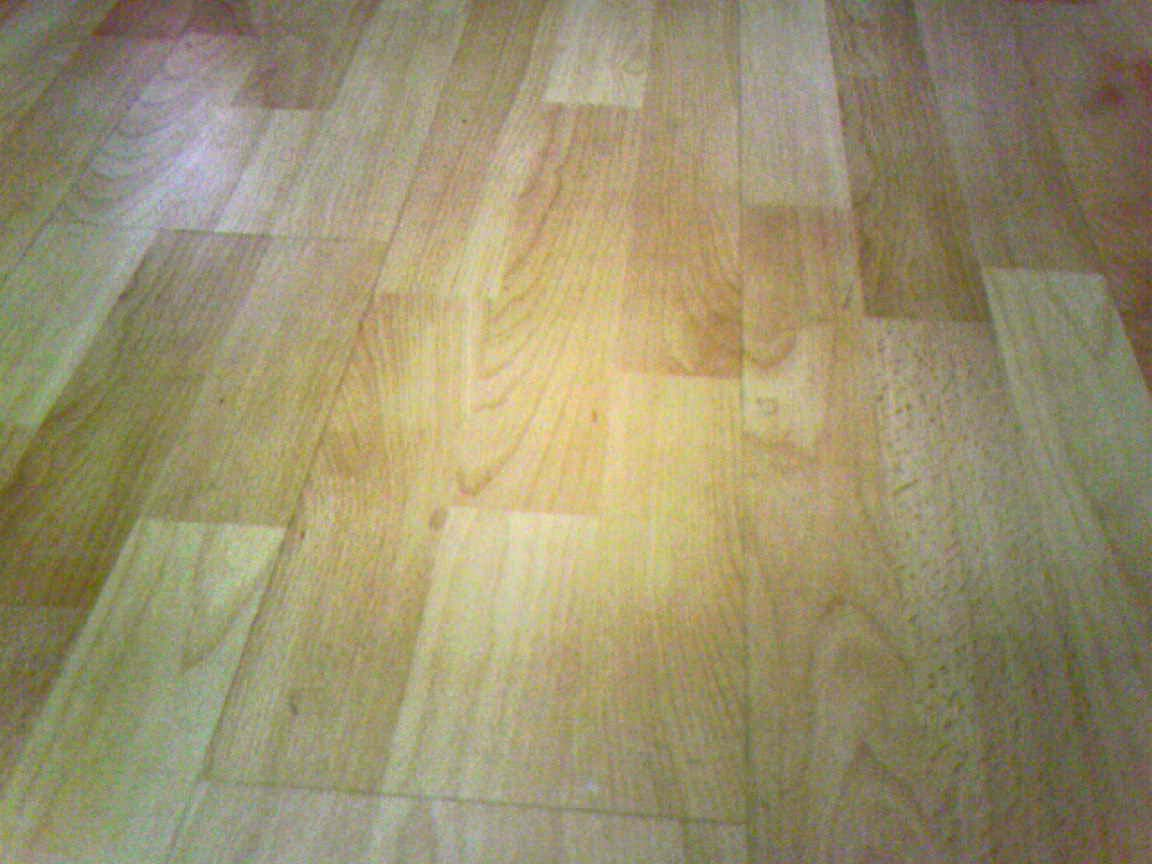
Laminatgolv
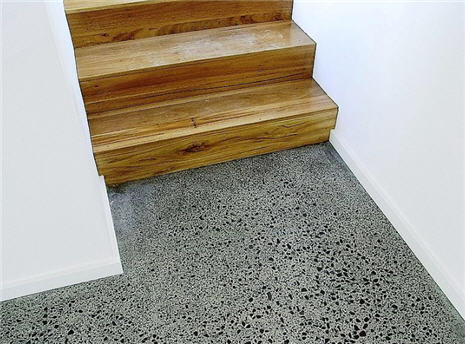
Slipad och polerad betong
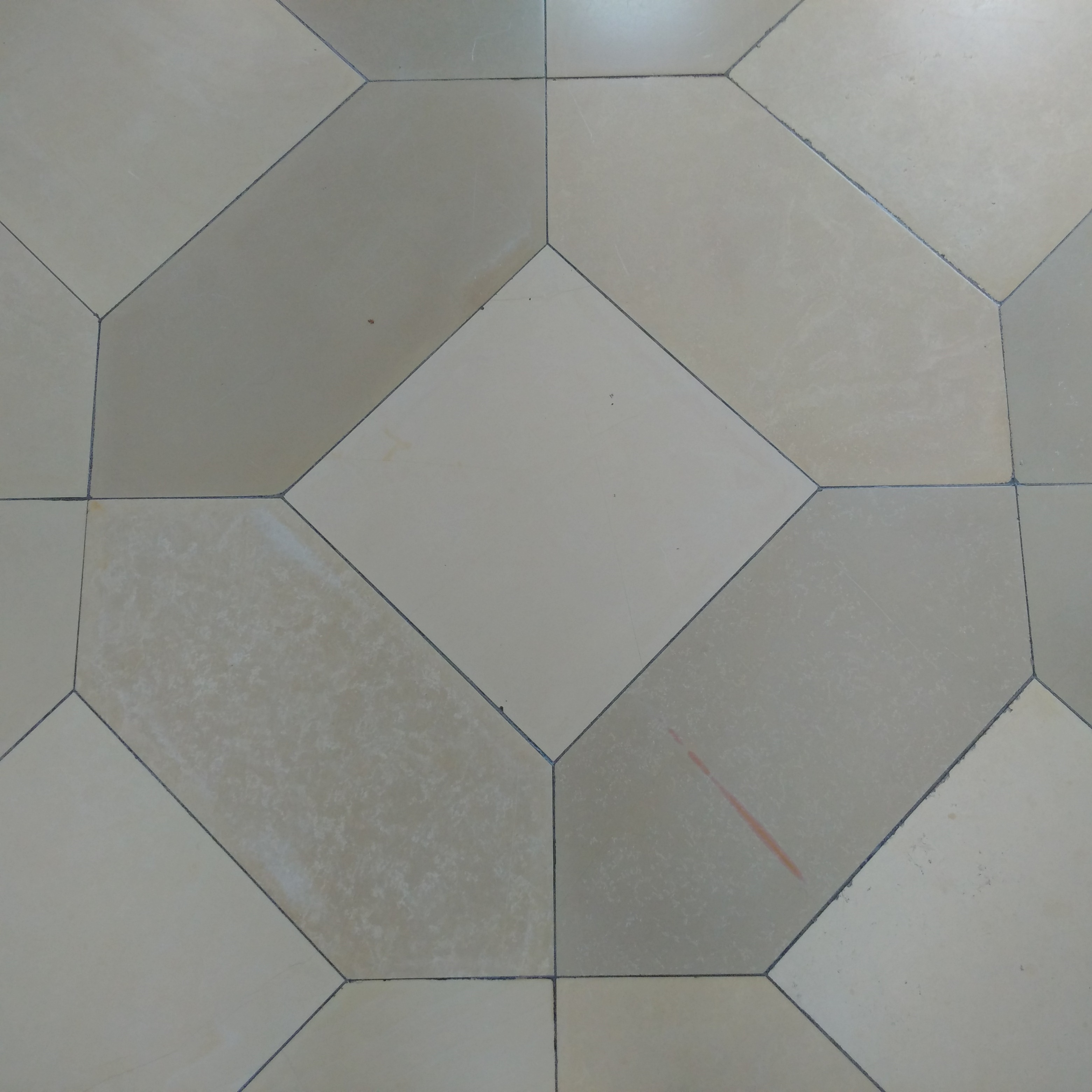
Natursten
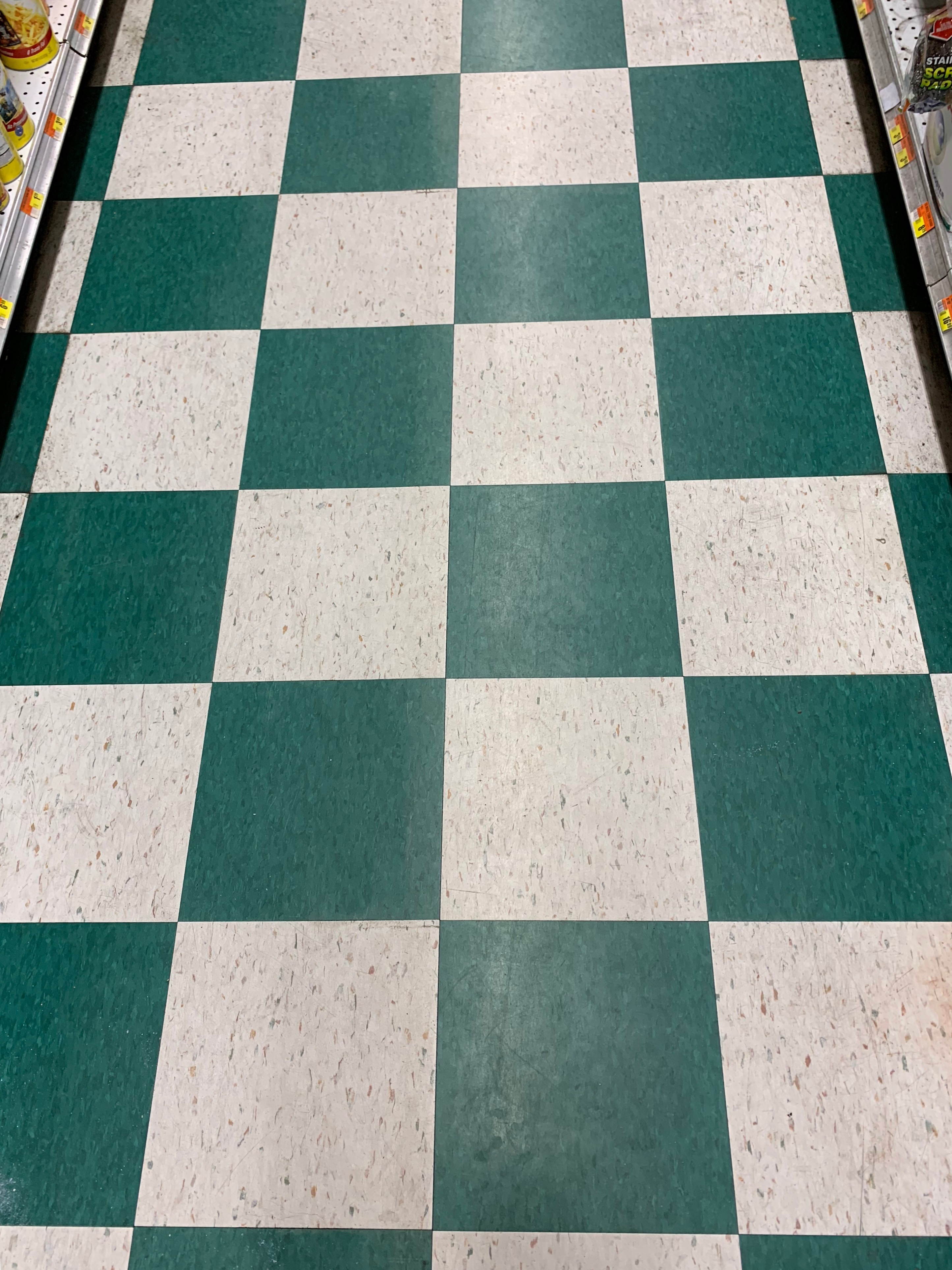
Vinylgolv